# A-TYPE ayumi hamasaki touch typing software
『-TYPE ayumi hamasaki touch typing software』（エー・タイプ・アユミ・ハマサキ・タッチ・タイピング・ソフトウェア）は、イーフロンティアから2002年3月29日に発売された日本の歌手・浜崎あゆみを用いたタイピングソフトである。「A」はロゴ表記。

## 概要
浜崎あゆみの歌詞をタイプしていくもので、ゲームプレイ中に浜崎の歌声とプロモーションビデオの映像が流れ、それをタイプしていく。
ステージは「イージーステージ」と「ノーマルステージ」と「ハードステージ」の3つがある。
当時は珍しく、独自の物理演算エンジンを搭載し、演出の細部まで浜崎あゆみ当人監修の元、制作陣もこだわって作成していた。
このゲームの発展型がタイプチューン(AC)である。制作は株式会社スクリプトアーツの大味健一郎である。

## ステージ
- イージーステージ

単語単位のものをタイプ。
- ノーマルステージ

中文から長文ほどの長さのものをタイプ。
- ハードステージ

歌詞をすべてタイプ。